# سردار جنگل (فیلم)
سردار جنگل نام فیلمی است به کارگردانی و نویسندگی امیر قویدل می‌باشد که در سال ۱۳۶۲ ساخته شده و بخشی از مبارزات جنبش جنگل (علی‌الخصوص دوره دوم) تا لحظه مرگ میرزا را به تصویر می‌کشد.

## خلاصهٔ داستان

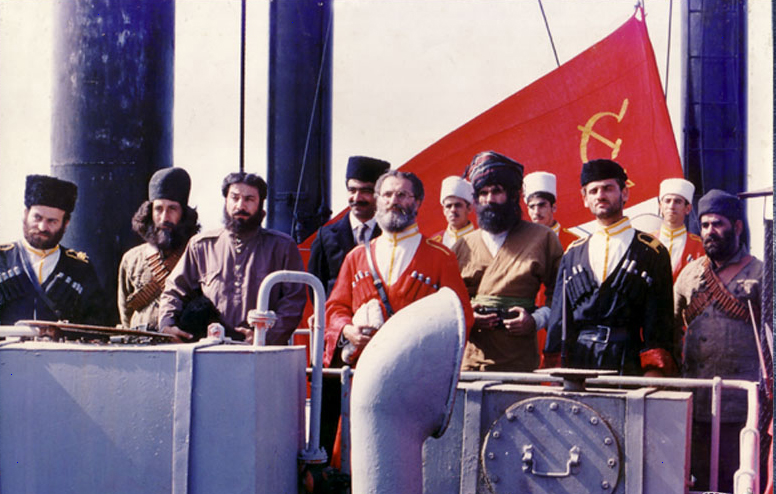
نمایی از فیلم سردار جنگل

ارتش سرخ برای دستگیری ژنرال دنیکین و تار و مار کردن بقایای گارد سفید، وارد بندر انزلی می‌شود. نمایندگان جنبش جنگل، از ژنرال راسکولنیکف و ارژنیکیدزه استقبال و میرزا کوچک خان با آنان در کشتی کورسک ملاقات می‌کند و پیمانی ۹ ماده‌ای منعقد می‌کنند. به دنبال آن جمهوری گیلان برقرار می‌شود. مدتی بعد با وقوع «کودتای سرخ» میرزا و یارانش به جنگل می‌زنند. میرزا دو تن از یاران خود به نام‌های میرصالح مظفرزاده و گائوک را برای توضیح اهداف نهضت جنگل، به اتحاد شوروی می‌فرستد. حیدرخان عمواوغلی، از اعضای حزب کمونیست ایران، برای نظارت و کمک به منطقه اعزام و کمیته جدیدی تشکیل می‌شود که احسان الله خان، از یاران نزدیک میرزا، در آن نقشی ندارد. خالو قربان، که تا آن لحظه با نهضت همکاری داشته، با میرزا از درِ مخالفت درمی‌آید و جنگ برادر کشی آغاز می‌شود. لشکر قزاق به فرماندهی رضاخان به هر دو گروهِ متخاصم حمله می‌آورد و در وضعی متشنج رضاخان وارد گیلان می‌شود. انقلاب شکست می‌خورد. میرزا و تنی چند از یارانش برای یاری گرفتن از سران ایلِ شاهسون، به سوی خلخال حرکت می‌کنند. راهنمای او کشته می‌شود و میرزا در برف و کولاک یخ می‌زند. جسد او را می‌یابند و سر از پیکرش جدا می‌کنند.

## عوامل سازنده
کارگردان:
امیر قویدل
تهیه‌کننده:
هادی مشکوة
نویسنده:
امیر قویدل بر اساس کتاب سردار جنگل اثر ابراهیم فخرایی
آهنگساز:
مجید انتظامی
مدیر دوبلاژ:
منوچهر اسماعیلی
مدیر فیلم‌برداری:
علی صادقی
چهره پرداز:
ایرج صفدری
تدوین:
روح‌الله امامی
بازیگران:
ولی‌الله مؤمنی، علی ثابت‌فر، سیروس قهرمانی، شهروز رامتین، کاظم افرندنیا، یوسف آذری، منوچهر اسماعیلی، عنایت‌الله بخشی، شهروز ملک‌آرایی در نقش رضاخان، نعمت افشاریان، شهاب عسگری، خسرو امیرصادقی، بهمن زرین‌پور، داوود موثقی، اسحاق خانزادی